# كارل هاريز
كارل هاريز (بالألمانية: Carl Dietrich Harries)‏ هو كيميائي ألماني، ولد في 5 أغسطس 1866 في لوكنفالده في ألمانيا، وتوفي في 3 نوفمبر 1923 في برلين في ألمانيا بسبب سرطان.

## وصلات خارجية
- كارل هاريز على موقع الموسوعة البريطانية (الإنجليزية)